# Alexander Sims
Alexander Sims, né le 15 mars 1988 à Londres, est un pilote automobile britannique. Il est titulaire en championnat du monde de Formule E depuis 2020 chez BMWi Andretti (2019-2020) et chez Mahindra Racing depuis 2021. De 2014 à 2016, il est titulaire dans différents championnats de GT.

## Biographie

### 2014-2016: Titulaire en Championnats de GT
Entre 2014 et 2016, Alexander Sims est titulaire en GT notamment en Championnat Britannique de GT (2014, 2015 et 2016) et en Blancpain GT Series (2016). Durant ses trois années en GT, il effectue 38 courses, en remporte 4 et monte à 8 reprise sur le podium.

### Depuis 2019: Titulaire en Formule E
Depuis la saison 2018-2019, Alexander Sims est titulaire en championnat du monde de Formule E FIA. Il pilote chez BMWi Andretti aux côtés d'António Félix da Costa et Maximilian Günther en 2019 et 2020. En 2021, il rejoindra Alex Lynn chez Mahindra Racing pour sa 3e saison en Formule E. En 2022, il reste chez Mahindra Racing et est rejoint par Oliver Rowland pour sa 4e saison et avec comme objectif de finir régulièrement sur le podium après une saison 2020-2021 compliquée. Il est toujours à la recherche de régularité et de grosse performance avec son équipe, avec 8 abandons en 20 courses pour Mahindra.

## Carrière en monoplace
- 2006 : Championnat de Grande-Bretagne de Formule Renault hivernal, 9e
- 2007 : Championnat de Grande-Bretagne de Formule Renault, 8e (1 victoire)
- 2008 : Championnat de Grande-Bretagne de Formule Renault, 2e (2 victoires)
- 2009 : Formule 3 Euro Series, 7e (1 victoire)
- 2010 : Formule 3 Euro Series, 4e (1 victoire)
- 2011 : GP3 Series, 6e (1 victoire)
- 2012 : Formule 3 Euro Series, non classé (1 victoire)
- 2012 : Championnat d'Europe de Formule 3, non classé
- 2013 : Championnat d'Europe de Formule 3, 10e
- 2013 : GP3 Series, 8e (1 victoire)
- 2015 : Championnat d'Europe de Formule 3, non classé
- 2016 : Championnat d'Europe de Formule 3, non classé
- 2017/18 : Formule E, pilote de développement
- 2018/19 : Formule E, 13e
- 2019/20 : Formule E, 13e (1 victoire[1])
- 2020/21 : Formule E, 19e
- 2021/22 : Formule E, 19e

## Résultats en Championnat du monde de Formule E (depuis 2019)
| Saison    | Ecurie                   | Coéquipier             | Chasis              | Courses | Victoires | Podiums | Pôles positions | Meilleurs tours | Points | Pos |
| --------- | ------------------------ | ---------------------- | ------------------- | ------- | --------- | ------- | --------------- | --------------- | ------ | --- |
| 2018 2019 | BMWi Andretti Motorsport | Antonio Félix da Costa | BMW IFE19           | 13      | 1         | 2       | 2               | 0               | 57     | 13e |
| 2019 2020 | BMWi Andretti Motorsport | Maximilian Gunther     | BMW IFE20           | 11      | 0         | 0       | 1               | 1               | 49     | 13e |
| 2020 2021 | Mahindra Racing          | Alexander Lynn         | Mahindra M7 Electro | 15      | 0         | 1       | 0               | 1               | 54     | 19e |
| 2021 2022 | Mahindra Racing          | Oliver Rowland         | Mahindra M7 Electro |         |           |         |                 |                 |        |     |

## Résultats en Championnat de GT Britannique (2014-2016)
| Saison | Ecurie                              | Chasis                  | Courses | Victoires | Podiums | Points | Pos |
| ------ | ----------------------------------- | ----------------------- | ------- | --------- | ------- | ------ | --- |
| 2014   | Ecurie Ecosse Powered by Black Bull | BMW Z4 GT3              | 10      | 2         | 4       | 129.5  | 3e  |
| 2015   | Ecurie Ecosse Powered by Black Bull | BMW Z4 GT3              | 9       | 2         | 4       | 143.5  | 2e  |
| 2016   | Barwell Motorsport                  | Lamborghini Hurican GT3 | 9       | 0         | 0       | 23     | 14e |
| 2016   | Rowe Racing                         | BMW M6 GT3              | 10      | 0         | 2       | 23     | 11e |

## Résultats aux 24h du Mans (2012, 2018, 2021)
| Année | Ecurie            | Voiture                 | Coéquipiers                           | Catégorie | Pos général | Tours | Pos catégorie |
| ----- | ----------------- | ----------------------- | ------------------------------------- | --------- | ----------- | ----- | ------------- |
| 2012  | Status Grand Prix | Lola B12                | Yelmer Buurman Romain Lannetta        | LMP2      | DNF         | 239   | DNF           |
| 2018  | BMW Team MTEK     | BMW M8 GTE              | Antonio Félix da Costa Augusto Farfus | GTE Pro   | DNF         | 223   | DNF           |
| 2021  | Corvette Racing   | Chevrolet Corvette C8.R | Tonny Milner Nick Tandy               | GTE Pro   | 44e         | 313   | 6e            |